# Kurubaramallur, Savanur
Kurubaramallur là một làng thuộc tehsil Savanur, huyện Haveri, bang Karnataka, Ấn Độ.